# ORA Piattaforma DA e PAS
Il blocco elettorale ORA Piattaforma DA e PAS (ACUM in romeno) è stato un gruppo politico liberal-populista.
L'alleanza politica moldava avvenne tra due partiti europeisti e anti-corruzione: il Partito di Azione e Solidarietà e la Piattaforma della Dignità e della Verità, e venne pensata con l'obiettivo di partecipare congiuntamente alle elezioni parlamentari moldave del 2019.
Il blocco venne di fatto sciolto nel novembre 2019 dopo che il PAS ha messo fine unilateralmente all'accordo tra i partiti.

## Risultati elettorali
| Elezione          | Voti    | %     | Seggi    |
| ----------------- | ------- | ----- | -------- |
| Parlamentari 2019 | 380.181 | 26,84 | 26 / 101 |